# Once More (Porter Wagoner e Dolly Parton)
Once More è il quinto album in studio collaborativo dei cantanti statunitensi Porter Wagoner e Dolly Parton, pubblicato nel 1970.

## Tracce
Side 1
1. Daddy Was an Old Time Preacher Man – 2:57 (Dolly Parton, Dorothy Jo Hope)
2. I Know You're Married But I Love You Still – 2:22 (Don Reno, Mack Magaha)
3. Thoughtfulness – 2:50 (Bill Owens)
4. Fight and Scratch – 2:31 (Parton)
5. Before Our Weakness Gets Too Strong – 2:37 (Louis Owens)

Side 2
1. Once More – 2:30 (Dusty Owens)
2. One Day at a Time – 2:28 (Joe Babcock)
3. Ragged Angel – 2:06 (Parton)
4. A Good Understanding – 2:42 (Parton)
5. Let's Live for Tonight – 2:08 (Reno)